# DUS2
DUS2 (англ. Dihydrouridine synthase 2) – білок, який кодується однойменним геном, розташованим у людей на 16-й хромосомі. Довжина поліпептидного ланцюга білка становить 493 амінокислот, а молекулярна маса — 55 050.
| 10         |  | 20         |  | 30         |  | 40         |  | 50         |
| ---------- |  | ---------- |  | ---------- |  | ---------- |  | ---------- |
| MILNSLSLCY |  | HNKLILAPMV |  | RVGTLPMRLL |  | ALDYGADIVY |  | CEELIDLKMI |
| QCKRVVNEVL |  | STVDFVAPDD |  | RVVFRTCERE |  | QNRVVFQMGT |  | SDAERALAVA |
| RLVENDVAGI |  | DVNMGCPKQY |  | STKGGMGAAL |  | LSDPDKIEKI |  | LSTLVKGTRR |
| PVTCKIRILP |  | SLEDTLSLVK |  | RIERTGIAAI |  | AVHGRKREER |  | PQHPVSCEVI |
| KAIADTLSIP |  | VIANGGSHDH |  | IQQYSDIEDF |  | RQATAASSVM |  | VARAAMWNPS |
| IFLKEGLRPL |  | EEVMQKYIRY |  | AVQYDNHYTN |  | TKYCLCQMLR |  | EQLESPQGRL |
| LHAAQSSREI |  | CEAFGLGAFY |  | EETTQELDAQ |  | QARLSAKTSE |  | QTGEPAEDTS |
| GVIKMAVKFD |  | RRAYPAQITP |  | KMCLLEWCRR |  | EKLAQPVYET |  | VQRPLDRLFS |
| SIVTVAEQKY |  | QSTLWDKSKK |  | LAEQAAAIVC |  | LRSQGLPEGR |  | LGEESPSLHK |
| RKREAPDQDP |  | GGPRAQELAQ |  | PGDLCKKPFV |  | ALGSGEESPL |  | EGW        |

A: Аланін

C: Цистеїн

D: Аспарагінова кислота

E: Глутамінова кислота

F: Фенілаланін

G: Гліцин

H: Гістидин

I: Ізолейцин

K: Лізин

L: Лейцин

M: Метіонін

N: Аспарагін

P: Пролін

Q: Глутамін

R: Аргінін

S: Серин

T: Треонін

V: Валін

W: Триптофан

Кодований геном білок за функціями належить до оксидоредуктаз, фосфопротеїнів. 
Задіяний у такому біологічному процесі, як процесинг тРНК. 
Білок має сайт для зв'язування з РНК, флавопротеїном. 
Локалізований у цитоплазмі, ендоплазматичному ретикулумі.